# 마리우폴 전투 (2014년)
1차 마리우폴 전투(우크라이나어: Протистояння у Маріуполі)는 2014년 우크라이나 혁명의 여파로 일어난 돈바스 전쟁의 전투 중 하나로 도네츠크주의 마리우폴을 도네츠크 인민 공화국이 장악하자 정부군이 탈환을 시도하면서 일어난 전투이다. 5월 9일에는 경찰본부에서 큰 전투가 일어나 정부군이 후퇴했다. 이 군은 시 외곽의 체크포인트는 계속 장악하고 있었다. 5월 15일에는 메틴베스트 철강 노동자가 지역 경찰과 합세하여 시위가 열릴 예정인 곳에 급습해 바리케이드를 없앴다. 친러시아군은 이후 도시의 다른 거점지에서 저항했으나 6월 14일 항복했다.

## 배경
마리우폴은 도네츠크 주에서 두번째로 큰 도시이며, 2014년 3월 이후에는 산발적인 소요 사태가 일어났다. 3월 18일에는 친러시아 단체가 의회 건물을 장악했다. 4월 16일에는 친러시아 단체 시위대 300명이 마리우폴에서 우크라이나군에게 화염병을 던지는 등의 첫 폭력사태가 일어났다. 우크라이나 내무부 장관인 아르센 아바코프는 시위대의 공격으로 인해 군인 3명이 사망했으며, 이 때문에 대응했다고 말했다.
우크라이나 정부는 4월 24일 마리우폴 시의회를 "해방"시켰다고 말했지만, BBC의 조사에서는 군대의 흔적이 전혀 없으며 이 발표는 거짓이라고 말했다. 이 건물의 주인은 여러 번 바뀌었으나 5월 8일 이후에는 우크라이나군이 장악했다.

## 같이 보기
- 2차 마리우폴 전투